# مسافة صحيحة
مسافة صحيحة  أو البُعد الصحيح في النظرية النسبية
(بالإنجليزية: proper length) هو مقياس ثابت للمسافة بين حدثين منفصلين أو مسافة مسار في الزمكان.
في النظرية النسبية يكون قياس المسافات أعقد كثيرا عن قياسه في الميكانيكا الكلاسيكية. في الميكانيكا الكلاسيكية تقاس الأبعاد بافتراض أن قياس مواقع جميع النقاط يتم في نفس الوقت. ولكن في النظرية النسبية فإن تعريف «اللحظية» يعتمد على المشاهد. يعطي البُعد الصحيح مقياسا غير متغيرا invariant ، بحيث تكون قيمته ثابتة لجميع المشاهدين، أينما كان اطارهم المرجعي.
البُعد الصحيح يماثل الزمن الصحيح. ويختلفان فقط في أن المسافة الصحيحة فترة ثابتة في مسار من «نوع مكاني» أو حدثين يفصلهما مسافة من «نوع مكاني»، بينما الزمن الصحيح هو فترة ثابتة لمسار أو فترة بين حدثين تفصلهما فترة زمنية (من نوع زمني).

## البعد الصحيح بين حدثين
تعرف النظرية النسبية الخاصة البعد الصحيح بين حدثين تفصلهما مسافة من نوع «مكاني» عل أنه المسافة بين الحدثين مقاسان في إطار مرجعي عطالي حدث فيه الحدثين آنيا. فإذا حدث الحدثين كل منهما مخالف للآخر على طرفي النظام، يكون البعد الصحيح بينهما هو طول النظام طبقا لقياس مشاهد ساكن (لا يتحرك) في النظام.
في أي إطار مرجعي عطالي يكون البُعد الصحيح L مساويا للمعادلة:
{\displaystyle L={\sqrt {\Delta x^{2}+\Delta y^{2}+\Delta z^{2}-c^{2}\Delta t^{2}}}}
حيث:
- Δt الفرق في الاحداثيات الزمنية للحدثين،
- Δxو Δyو وΔz البعد في الإحداثيات «المكانية» للحدثين،
- c سرعة الضوء.

ويكون حدثان من نوع «مكاني» إذا كانت المعادلة السابقة حقيقية، ولا تكون قيمتها صفرا.

## الطول الصحيح لمسار
تفترض المعادلة السابقة في تحديد المسافة الصحيحة بين حدثين أن الزمكان الذي يتم فيه الحدثين منبسطا. لهذا فطبقا للنظرية النسبية لا يصح استخدام المعادلة السابقة بصفة عامة، حيث من الممكن أن يكون الزمكان منحنيا وليس منبسطا. ولكن يمكن تعريف الطول الصحيح لمسار في أي زمكان، سواء كان منحنيا أم منبسطا. في الزمكان المنبسط، يكون البعد الصحيح بين حدثين المسافة الصحيحة عبر خط مستقيم بين الحدثين. أما في حالة زمكان منحني سيكون هناك عدة مسارات بين حدثين، وبالتالي لا يمكن تعريف المسافة الصحيحة بين الحدثين تعريفا منفردا.

## اقرأ أيضا
- مسافة مسايرة
- عامل تحجيم
- النظرية النسبية الخاصة
- النظرية النسبية العامة
- نسبية التزامن